# Frierfjorden
Frierfjorden er en fjord i området Grenland i Vestfold og Telemark fylke i Norge. Den er 14 km lang og går fra Brevik ind til udløbet af Porsgrunnselven, der er den nederste del af Skiensvassdraget. Fjordens mundning, «Strømmen» (Breviksstrømmen), er ca. 300 m bred og krydses af Breviksbroen. Lidt længere inde krydses fjorden også af den nyere Grenlandsbroen (E18), der er Norges højeste fastlandsbygværk.
Frierfjorden har stor skibstrafik, bl.a. til Rafnes i Bamble, Norsk Hydro i Porsgrunn og, frem til nedlæggelsen i 2006, til Norske Skog Union i Skien.
Navnet «Frier» kommer sandsynligvis af det norrøne ord for «den smukke».